# Coupe de la Major League Soccer 2007
Navigation
Édition précédente Édition suivante
L'édition 2007 de la Coupe de la Major League Soccer s'est jouée le 18 novembre 2007 entre le Revolution de la Nouvelle-Angleterre, champion de la Conférence de l'Est, et le Dynamo de Houston, champion de la Conférence de l'Ouest. Cette finale est identique à celle de l'édition 2006 de la compétition. L'équipe des Houston Dynamo s'est imposée 2 buts à 1.

## Résumé du match

Composition des équipes au coup d'envoi du match

| 18 novembre 2007 | Revolution de la Nouvelle-Angleterre | 1 – 2 | Dynamo de Houston                          | RFK Stadium, Washington, D.C.              |                                            |
|                  | Taylor Twellman 20e                  |       | Joseph Ngwenya 61e · Dwayne De Rosario 74e | Spectateurs : 39 859 Arbitrage : Alex Prus | Spectateurs : 39 859 Arbitrage : Alex Prus |
|                  | Résumé                               |       |                                            | Spectateurs : 39 859 Arbitrage : Alex Prus | Spectateurs : 39 859 Arbitrage : Alex Prus |